# UNIT9
UNIT9 es una productora multidisciplinar que trabaja en varios campos interactivos: películas, juegos, realidad virtual y tecnologías digitales. UNIT9 se fundó en 1997 y opera en todo el mundo con oficinas en Londres, Los Ángeles, Nueva York, Florencia, Berlín y Polonia. Directores, escritores y tecnólogos trabajan juntos para crear contenido, anuncios, utilidades y juegos. UNIT9, una productora de anuncios publicitarios, A-List, está trabajando con agencias de publicidad de todo el mundo en el componente digital de la campaña.

## premios y reconocimientos
Premio UNIT9: 1x Emmy, Cannes Lions, 17 One Show Pencils, 250+ FWA, 15 Webby Awards, inclusion Best use of interactive video i 2013, 13 priser inclusion Sitio web Footprints of Slavery Year Silver and Bronze Effie 2013, y una nominación al BAFTA .
En abril de 2019, UNIT9 fue nombrada Casa de producción del año en la era de la publicidad.

## UNIT9 digitales

### Salvador de la vida
Lifesaver es una aplicación de simulación de crisis creada para el Consejo de Resucitación del Reino Unido para enseñar a los usuarios la RCP básica a través de la interacción, los juegos y las imágenes en vivo. Lifesaver presenta a los usuarios escenarios de alto estrés para probar qué tan rápido y efectivo pueden proporcionar RCP. Para fomentar la participación de audiencias más jóvenes, la aplicación agregó la capacidad de compartir estos resultados en las plataformas sociales.

### solo un reflector
Just a Reflektor es un video interactivo dirigido por Vincent Morissette con la canción "Reflektor" de la banda de rock canadiense Arcade Fire. El video musical usa interactividad de pantalla dual, lo que permite a los usuarios proyectar virtualmente usando un dispositivo móvil mientras el video se reproduce en un navegador web. El innovador video musical, el primero de su tipo, permite a los espectadores transformar instantánea y visualmente la película.

### Huella de esclavitud
Slavery Footprint es un sitio web y una aplicación móvil lanzados en el 149 aniversario de la Proclamación de Emancipación. Los cuestionarios interactivos miden la cantidad de esclavos del mundo real que trabajan todos los días para crear productos que los usuarios disfrutan. La encuesta HTML5 tiene como objetivo crear conciencia sobre la esclavitud moderna e informar a los usuarios sobre sus rastros de esclavitud. En 2012, el presidente de EE. UU., Barack Obama, respaldó públicamente el proyecto mientras hablaba en la Iniciativa Global Clinton.

### Encuentra tu camino a Oz
Find Your Way To Oz es un experimento interactivo de Google Chrome inspirado en Oz the Great and Powerful de Disney. El juego tiene lugar en un circo en Kansas y los jugadores superan una serie de desafíos que finalmente los llevarán a la misteriosa Tierra de Oz. El proyecto se desarrolló como un tráiler de película interactivo utilizando métodos innovadores para crear un entorno 3D basado completamente en las plataformas WebGL y CSS3. La secuencia del final del juego, incluido el tornado gigante, se creó utilizando un sombreador GLSL personalizado. Una animación desarrollada previamente para mapear el interior de las células cerebrales en ratones se utilizó como marco para simular el movimiento de un tornado. Los desarrolladores implementaron un sombreador de volumen personalizado para ajustar la animación mientras mantenían una velocidad de renderizado aceptable para que el jugador pueda ver el tornado desde todas las direcciones.

### Atracción
Atracción es una animación interactiva dirigida por Koji Morimoto y Anrick Bregman, encargado por el Ministerio de Salud francés para educar a los jóvenes sobre los peligros de fumar. Los usuarios interactúan con la historia manipulando eventos con el cursor y la cámara web, lo que finalmente cambia el flujo de la historia. La atracción tiene lugar en Tokio 2040 y se centra en el viaje de tres niños japoneses. En 2013 se desarrolló una unidad de campo basada en una adaptación de Atracción. La instalación actualizada, que se mostró en el Festival Internacional de Lenguaje Electrónico, permite que cientos de usuarios interactúen con la historia cambiando y moviendo sus cuerpos en el espacio. UNIT9 utiliza tecnología de sensor de movimiento y sonido inmersivo que permite a los usuarios interactuar de forma remota y convertirse en una parte activa de la historia a medida que se desarrolla en una gran proyección frente a ellos.

## Películas de UNIT9
UNIT9 Films se especializa en contenido de películas narrativas y de acción en vivo para televisión, redes sociales, dispositivos móviles, instalaciones y realidad virtual.

### Barclaycard #Bespokeballads
Barclaycard: #Bespokeballads es un proyecto de video viral generado por el usuario que interactúa directamente con los seguidores de Twitter usando el hashtag "#bespokeballads". En el proyecto de una semana, los compositores escribieron, interpretaron y grabaron baladas personalizadas inspiradas en los feeds de Twitter seleccionados al azar por los usuarios usando el hashtag "#bespokeballads". Los artistas también crean canciones sobre los últimos chismes de celebridades y las tendencias de Internet. En total, se compusieron más de 80 canciones.

### Bitchcraft
Bitchcraft es una serie web sobrenatural protagonizada por Faye Ripley. El programa sigue a Gemma, quien regresa a casa para vivir con sus padres después de perder a su pareja y su trabajo. Cuando llega, se horroriza al saber que su madre se ha convertido en una bruja practicante. Gemma pronto se da cuenta de que todo el vecindario está infestado de magia oscura e intenta restaurar la normalidad en su vida. La serie ha sido popular entre el público más joven, como los fanáticos de  Misfits y Merlin .

### Tropicana: energía natural
Tropicana: Energie Naturelle  es un breve documental sobre una instalación creada en 2011 en el Tropicana de París, dirigida por Johnny Hardstaff. La instalación, que conecta más de 2.500 naranjas con pines de zinc y cobre para formar un gran cartel con las palabras "Energie Naturelle", funciona con 1.800 voltios de electricidad. La película documenta el proceso de construcción y la reacción del público.

## Juegos UNIT9

### Philips: Necesitas escuchar esto
Philips : You Need to Hear This Este es un proyecto de video musical interactivo donde los usuarios pueden crear un video musical personalizado para Carolyn de Swiss Lips. Los videos se crean en función del desempeño de los usuarios en los juegos de carreras retro de 8 bits: sus decisiones de juego remezclan automáticamente las canciones y generan videos complementarios únicos.

### Héroe de Domino's Pizza
Domino's Pizza Hero Es una aplicación de juego interactiva de Domino's Pizza para tabletas y dispositivos móviles. Los jugadores tienen la tarea de hacer pizzas de la manera más rápida y eficiente posible, y los mejores jugadores reciben ofertas de trabajo reales de Domino's Pizza. Además, los usuarios pueden pedir pizza directamente desde la aplicación.

### Mapas MINI
MINI Maps es un juego de carreras multijugador que combina las tecnologías de Google Maps y Facebook. Los jugadores compiten contra otros usuarios de Facebook en varios lugares aleatorios del mundo real. La aplicación también proporciona datos meteorológicos locales para cada lugar de carrera y permite a los usuarios crear su propio MINI .

### nanopanda
Nano Panda es un juego de rompecabezas desarrollado para las plataformas iOS y Android. El juego se basa en la física conceptual y hace un amplio uso de simulaciones magnéticas. El personaje principal es un panda reducido al tamaño de un nanómetro cuya misión es destruir los átomos malignos. El juego ganó el premio W3 Gold Award for Mobile App en la categoría Juegos y se ha descargado más de 1 millón de veces en todo el mundo.

## Proyecto de ventana de Hoxton
The Hoxton Window Project es un proyecto de arte público comisariado por UNIT9. Se invitó a los artistas a cubrir las ventanas de las oficinas de UNIT9 en Hoxton Square con diferentes formas de arte, desde diseño gráfico hasta ilustración y exposiciones interactivas. El Proyecto Ventana de Hoxton incluye obras de arte de Macbeth y John Burgerman, entre otros.